# Beate Gruber

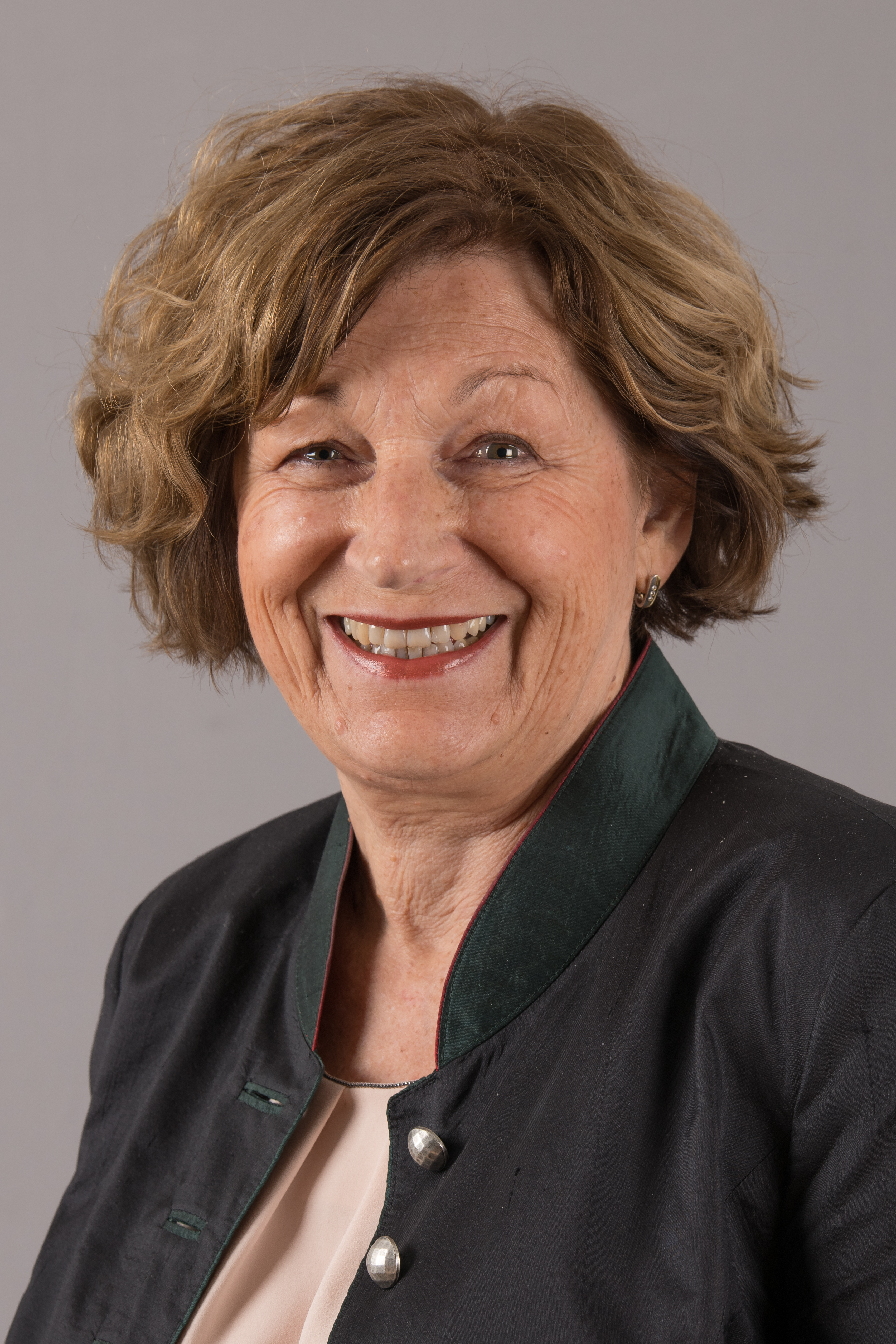
Beate Gruber (2017)

Beate Gruber (* 6. April 1951 in Mittelberg; geborene Beate Kessler) ist eine österreichische Politikerin (ÖVP). Gruber war von 2004 bis 2019 Abgeordnete zum Vorarlberger Landtag. 

## Ausbildung und Beruf
Beate Gruber wurde am 6. April 1951 in Mittelberg im Vorarlberger Kleinwalsertal geboren. Sie besuchte die Volksschule in Hirschegg, einem Ortsteil von Mittelberg, und anschließend das Gymnasium im deutschen Oberstdorf, wo sie 1967 die Mittlere Reife erlangte. Von 1967 bis 1970 war sie danach kurzfristig in der väterlichen Steuerberatungskanzlei tätig, ehe sie 1970 eine Tätigkeit bei einem Steuerberater in Innsbruck aufnahm und zeitgleich die Handelsakademie für Berufstätige in Innsbruck absolvierte. 1974 maturierte Beate Gruber in der Folge an der Handelsakademie Innsbruck. Anschließend daran ging sie zum Studentenwerk München, wo sie bis 1979 in der Abteilung für Studienförderungen beschäftigt war.
Ab 1979 war Beate Gruber abermals in der Steuerberatungskanzlei ihres Vaters angestellt, dieses Mal allerdings als Berufsanwärterin für den Beruf der Steuerberaterin. 1985 legte sie die Steuerberaterprüfung ab und leitete daraufhin kurzzeitig die Kanzlei partnerschaftlich mit ihrem Vater, ehe sie 1986 selbstständige Steuerberaterin wurde.
Sie lebt in Hirschegg, ist verheiratet und Mutter eines Sohnes.

## Politische Karriere
Politisch engagierte sich Beate Gruber ab 1990 als Ersatzmitglied der Gemeindevertretung in ihrer Heimatgemeinde für die Vorarlberger Volkspartei. Seit 1995 ist sie Mitglied der Gemeindevertretung Mittelbergs. Bei der Landtagswahl in Vorarlberg 2004 kandidierte Beate Gruber für die Volkspartei im Wahlbezirk Bregenz und wurde am 20. Dezember 2004 als Abgeordnete zum Vorarlberger Landtag angelobt. Sie folgte als Nachrückerkandidatin Landesrat Erich Schwärzler nach, der nach der Wahl in die Landesregierung auf sein Mandat im Landtag verzichtet hatte. 
Bei der Landtagswahl 2009 kandidierte Beate Gruber auf Platz 12 der ÖVP-Landesliste und erhielt abermals ein Landtagsmandat. Auch bei der Landtagswahl 2014 wurde Beate Gruber erneut in den Landtag gewählt, wo sie im 30. Vorarlberger Landtag Bereichssprecherin des ÖVP-Landtagsklubs für Wissenschaft und Weiterbildung war. Außerdem fungierte sie als Obfrau des Finanzausschusses des Vorarlberger Landtags.
Nach der Landtagswahl 2019 schied sie aus dem Landtag aus.